# جاي دونالد فريز
جاي دونالد فريز (بالإنجليزية: J. Donald Freeze)‏ هو كاهن كاثوليكي أمريكي، ولد في 15 سبتمبر 1932 في بالتيمور في الولايات المتحدة، وتوفي في 10 ديسمبر 2006 بسبب مرض آلزهايمر.